# Werner Heel
Werner Heel (* 23. März 1982 in Meran) ist ein ehemaliger italienischer Skirennläufer. Der Südtiroler war auf die Disziplinen Abfahrt und Super-G spezialisiert. Im Weltcup konnte er drei Rennen gewinnen.

## Biografie
Heel wuchs in Walten in der Gemeinde St. Leonhard in Passeier auf. Erstmals international auf sich aufmerksam machte er 1995 mit dem Sieg im Riesenslalom des Whistler Cups. Im Jahr 2004 gewann er die italienische Meisterschaft im Super-G in Caspoggio. Aufgrund von zahlreichen Verletzungen musste er häufig pausieren. In der Saison 2004/05 lieferte Werner Heel seine beste Leistung im Europacup ab. Er erreichte dritte Plätze bei den Abfahrten in Roccaraso und Bad Kleinkirchheim und den vierten Platz beim Super-G in Tarvisio.
Sein Debüt im Weltcup gab Heel am 28. Dezember 2001 auf der Pista Stelvio in Bormio, wo er den 37. Platz erreichte. In der Saison 2006/07 erzielte er als Neunter bei der Abfahrt in Kvitfjell seinen ersten Top-10-Platz und belegte Rang zwölf in Lake Louise. Im Jahr 2007 nahm er an den alpinen Skiweltmeisterschaften im schwedischen Åre teil, konnte jedoch seinen Lauf in der Super-Kombination nicht zu Ende bringen. Im Super-G errang er den 27. Platz.
Für den Südtiroler Athleten verlief die Saison 2007/08 hervorragend. Am 24. November 2007 erreichte er den sechsten Platz in der Abfahrt in Lake Louise. Sein erstes Weltcuprennen gewann er am 29. Februar 2008 in der Abfahrt in Kvitfjell. Bereits am darauf folgenden Tag bestätigte Werner Heel sein Potenzial und erzielte auf derselben Piste den dritten Platz. In der Saison 2008/09 gewann Heel die Super-Gs in Gröden und Åre und belegte im Super-G-Weltcup den zweiten Platz hinter Aksel Lund Svindal. Bei den Weltmeisterschaften 2009 in Val-d’Isère erzielte er Rang sieben in der Abfahrt und Platz 14 im Super-G. Beim Saisonfinale in Åre konnte er am 15. März 2009 mit dem italienischen Team den nur zum Nationencup zählenden Teambewerb gewinnen. Ebenfalls erfolgreich, aber ohne Sieg, verlief die Weltcupsaison 2009/10. Heel fuhr dreimal auf das Podest und erreichte den dritten Platz im Abfahrtsweltcup. Bei den Olympischen Winterspielen 2010 in Vancouver verpasste er nach dem 12. Platz in der Abfahrt im Super-G mit Platz 4 eine Medaille nur knapp.
Ohne Weltcup-Podestplatz blieb Heel in der Saison 2010/11. Sein bestes Ergebnis war ein fünfter Platz in der Abfahrt von Wengen, weitere vier Mal fuhr er unter die schnellsten zehn. Bei den Weltmeisterschaften 2011 in Garmisch-Partenkirchen wurde er 8. im Super-G, aber nur 22. in der Abfahrt. Nachdem Heel in der Saison 2011/12 nur in zwei Weltcuprennen unter die schnellsten 20 gefahren war, erreichte er am 14. Dezember 2012 als Dritter des Super-G von Gröden seinen ersten Podestplatz seit knapp drei Jahren. Letztmals auf dem Podest stand er am 3. März 2015 beim Super-G von Kvitfjell. In den Saisons 2015/16 und 2016/17 fuhr er noch je zweimal in die Punkteränge, in der Saison 2017/18 nur einmal. Im Winter 2018/19 war ein 30. Platz sein bestes Ergebnis. Sein letztes Weltcuprennen bestritt Heel am 2. März 2019 bei der Abfahrt von Kvitfjell.

## Privates
Werner Heel ist seit 2009 Botschafter für das Kinderhilfswerk UNICEF. In der Saison 2009/10 trug er das UNICEF Logo als Kopfsponsor, seit 2011 organisiert er Events die darüber hinaus einem guten Zweck dienen. Seit 2009 ist Heel mit der ehemaligen italienischen Skirennläuferin Manuela Mölgg liiert. Das Paar hat zwei Kinder (* 2021, 2025).

## Erfolge

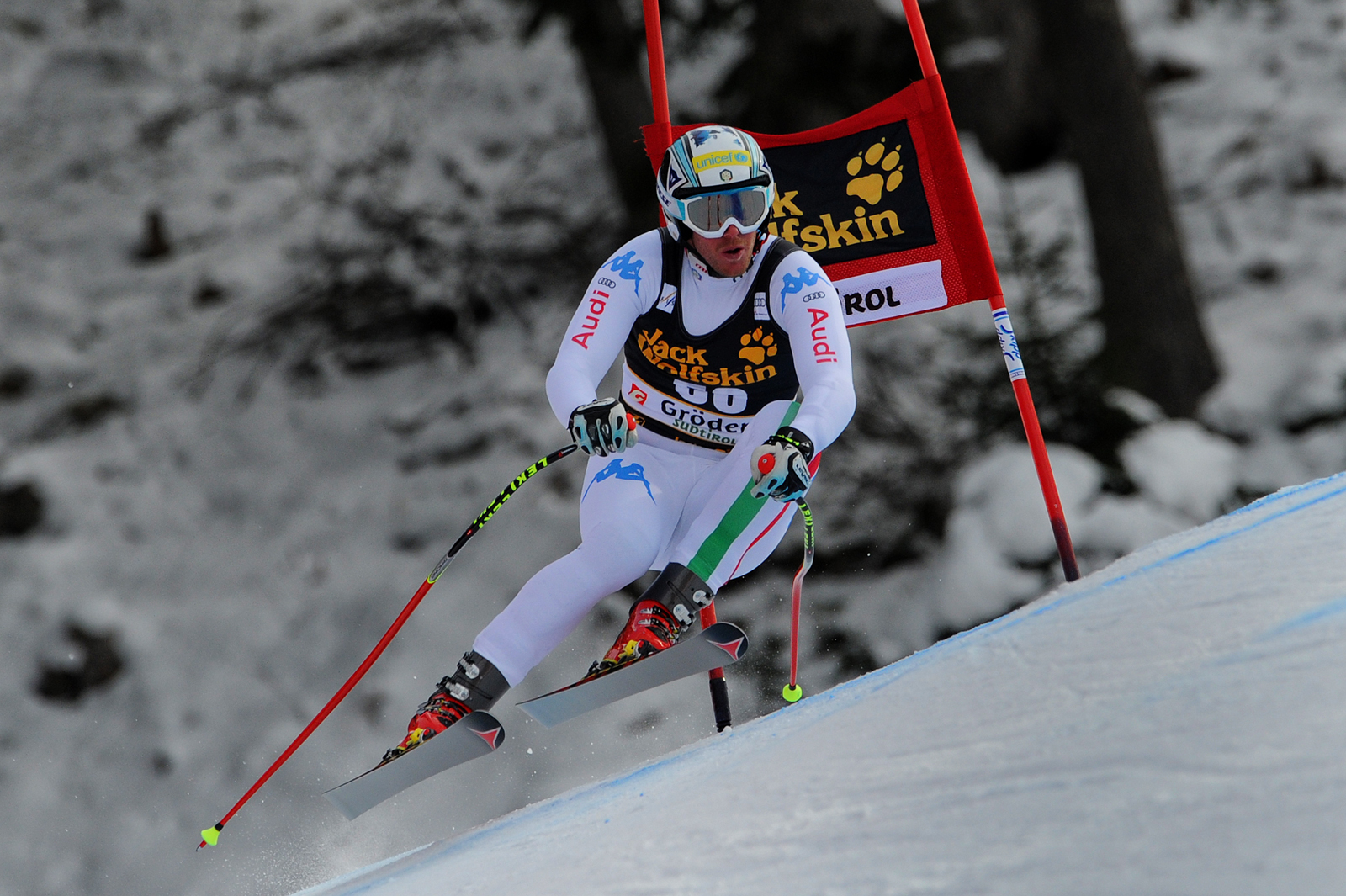
Werner Heel in Gröden 2012

### Olympische Spiele
- Vancouver 2010: 4. Super-G, 12. Abfahrt
- Sotschi 2014: 12. Abfahrt, 17. Super-G

### Weltmeisterschaften
- Åre 2007: 27. Super-G
- Val-d’Isère 2009: 7. Abfahrt, 14. Super-G
- Garmisch-Partenkirchen 2011: 8. Super-G, 22. Abfahrt
- Schladming 2013: 16. Abfahrt, 20. Super-G
- Vail/Beaver Creek 2015: 26. Super-G, 32. Abfahrt

### Weltcup
- 10 Podestplätze in Einzelrennen, davon 3 Siege:

| Datum             | Ort       | Land     | Disziplin |
| ----------------- | --------- | -------- | --------- |
| 29. Februar 2008  | Kvitfjell | Norwegen | Abfahrt   |
| 19. Dezember 2008 | Gröden    | Italien  | Super-G   |
| 12. März 2009     | Åre       | Schweden | Super-G   |

- 1 Sieg bei Mannschaftswettbewerben

### Weltcupwertungen
| Saison  | Gesamt | Gesamt | Abfahrt | Abfahrt | Super-G | Super-G | Kombination | Kombination | City Event | City Event |
| Saison  | Platz  | Punkte | Platz   | Punkte  | Platz   | Punkte  | Platz       | Punkte      | Platz      | Punkte     |
| ------- | ------ | ------ | ------- | ------- | ------- | ------- | ----------- | ----------- | ---------- | ---------- |
| 2004/05 | 136.   | 8      | –       | –       | 42.     | 8       | –           | –           | –          | –          |
| 2005/06 | 83.    | 55     | 41.     | 16      | 36.     | 17      | 29.         | 22          | –          | –          |
| 2006/07 | 74.    | 89     | 33.     | 57      | 32.     | 19      | 36.         | 13          | –          | –          |
| 2007/08 | 24.    | 397    | 5.      | 273     | 21.     | 106     | 38.         | 18          | –          | –          |
| 2008/09 | 16.    | 491    | 11.     | 213     | 2.      | 256     | 26.         | 22          | –          | –          |
| 2009/10 | 18.    | 419    | 3.      | 292     | 17.     | 90      | 26.         | 37          | –          | –          |
| 2010/11 | 34.    | 256    | 22.     | 118     | 14.     | 123     | –           | –           | 9.         | 15         |
| 2011/12 | 97.    | 45     | 45.     | 10      | 35.     | 35      | –           | –           | –          | –          |
| 2012/13 | 16.    | 408    | 10.     | 184     | 4.      | 224     | –           | –           | –          | –          |
| 2013/14 | 40.    | 222    | 19.     | 142     | 22.     | 80      | –           | –           | –          | –          |
| 2014/15 | 38.    | 216    | 15.     | 186     | 33.     | 30      | –           | –           | –          | –          |
| 2015/16 | 107.   | 32     | 41.     | 32      | –       | –       | –           | –           | –          | –          |
| 2016/17 | 120.   | 19     | 41.     | 19      | –       | –       | –           | –           | –          | –          |
| 2017/18 | 147.   | 8      | 51.     | 8       | –       | –       | –           | –           | –          | –          |
| 2018/19 | 154.   | 2      | 58.     | 2       | –       | –       | –           | –           | –          | –          |

### Europacup
- Saison 2003/04: 9. Super-G-Wertung
- Saison 2004/05: 6. Super-G-Wertung, 7. Abfahrtswertung
- Saison 2017/18: 2. Abfahrtswertung
- 5 Podestplätze

### Weitere Erfolge
- 2 italienischer Meistertitel (Super-G 2004, Abfahrt 2014)
- 2 Siege in FIS-Rennen